# Cars 2：世界大賽
是一部於2011年上映的美國3D電腦動畫奇幻電影，由皮克斯動畫工作室製作，並由華特迪士尼工作室電影發行。該片由布萊德·路易斯（Brad Lewis）與約翰·拉薩特聯合編劇及執導，於2011年6月24日在北美上映。
本片是2006年的電影《汽車總動員》之續集，描述主角閃電麥坤（Lightning McQueen）以及拖線（Mater）環遊世界的經歷。儘管獲得了商業上的成功，但影評人的評價相當不理想，在IMDb、爛番茄、Letterboxd、Metacritic等指標評分機制中皆刷下皮克斯電影的最低分紀錄。

## 劇情
前石油產業富豪邁爵士（Sir Miles Axlerod）為了減少地球污染，開發出新能源「車能樂」（Allinol），並召開世界格蘭披治大賽，指定車能樂作為參賽賽車的指定能源，各路好手紛紛雲集。意大利方程式赛车超哥（Francesco）也參與了此次比賽，並向遲未報名的超級巨星閃電麥坤（Lightning McQueen）發出挑戰。
與此同時，自洲際盃後聲名大噪，此次還拿下第四個洲際盃冠軍的麥坤回到打冷鎮見老朋友，本來想就此放自己一個長假。但由於超哥的挑釁，拖線替麥坤報名了世界大賽，麥坤最终也同意出賽，並帶同車隊好友團隊一同参加在日本东京、意大利摩立港和英國倫敦舉行的各段賽事。第一次出國旅遊的拖線在大開眼界的同時鬧了不少笑話，還在日本比賽的前一天偶然結識了正在追查一個與石油公司密切相關的犯罪集團行踪的英國秘密情報局(M16)特務飛彈麥克（Finn McMissile）與郝莉莉（Holley Shiftwell）。拖線陰差陽錯之下被郝莉莉當作被美國派来的街頭特務，因此卷入了麻煩之中。
在次日的正式比賽中，麥坤與超哥一如預期的競爭激烈，然而比賽過程中卻不斷有賽車意外着火爆缸，拖線更撞见飛彈麥克和神秘組織火拼的場面。世界大賽的背後黑幕隱約浮現，考驗閃電麥坤的賽車技術與拖線的友情。

## 配音員
| 配音                 | 配音   | 配音   | 配音     | 角色 |
| 美國                 | 台灣   | 香港   | 大陸     | 角色 |
| -------------------- | ------ | ------ | -------- | --- |
| 歐文·威爾森          | 陳建州 | 林海峰 | 黃磊     | 閃電麥坤（Lightning McQueen）：自上屆洲際盃大放異彩後聲名大噪的超級巨星，在那之後不斷參與各項賽事蹦獲得佳績，故事開始的時候已經拿下了第四個州際杯冠軍獎杯。原打算暫時休息一陣，但在超哥的挑釁之下，決定帶同車隊與好友拖線一同參加此次世界格蘭披治大賽。在日本東京因失誤而被超哥以些微之差擊敗成為該站第二，但在義大利摩立港把握機會以些微之差成功壓倒超哥贏得該站第一，後原定於英國倫敦的最終賽因為舉辦人邁爵士的罪行被揭發而報銷。最後與拖線邀請超哥到美國油車水鎮參加油車水鎮格蘭披治世界大賽的表演賽，滿足莎莉一睹偶像的風采。               |
| 邦妮·亨特            | 錢欣郁 | 徐蕙賢 | 陸明君   | 莎莉（Sally）：閃電麥坤的女朋友，雪糕筒酒店老闆，在麥坤放假的時候經常與其到山頂酒店約會，崇拜著偶像超哥。在油車水鎮格蘭披治世界大賽的表演賽成功與偶像超哥見面。 |
| 托尼·夏爾赫布        | 陳宗岳 | 鄭展晴 | 任亞明   | 卡布（Luigi）：車胎鋪老闆兼麥坤的車隊成員，與奇諾是搭檔，大家都喜歡法拉利。 |
| Guido Quaroni        |        |        |          | 奇諾（Guido）：車胎鋪老闆兼麥坤的車隊成員，與卡布是搭檔，大家都喜歡法拉利。 |
| 丹尼爾·勞倫斯·懷特尼 | 康康   | 葛民輝 | 范偉     | 拖線（Mater）：閃電麥坤的好友，因為超哥的挑釁而支持麥坤參加世界格蘭披治大賽，途中誤打誤撞下認識麥克飛彈和郝莉莉，捲入針對秘密犯罪集團的調查行動。在英國倫敦的最終賽中靠著一顆螺絲揭發幕後主腦邁爵士的黑幕，最後並被英女王冊封為拖車拖線爵士，並與郝莉莉開始交往。 |
| 米高·肯恩            | 康殿宏 | 秦沛   | 李立宏   | 麥克飛彈（Finn McMissile）：英國秘密情報局(M16)特務，與駐守日本的情報人員郝莉莉奉命調查此次石油集團的秘密犯罪，途中遇到了拖線並將他誤認為美國特工。最終在拖線的協助下成功瓦解犯罪集團。 |
| 艾蜜莉·摩提默        | 范瑋琪 | 林欣彤 | 姚晨     | 郝莉莉（荷莉·史芙薇薾）（Holley Shiftwell）：英國秘密情報局(M16)駐日本特務，與來自本部的情報人員麥克飛彈奉命調查此次石油集團的秘密犯罪，途中遇到了拖線並將他誤認為美國特工。最終在拖線的協助下成功瓦解犯罪集團，並與拖線開始交往。 |
| 傑森·艾塞克          |        | 利耀堂 | 張雲明   | 犀利（Siddeley）：特務組織的飛機。 |
| 約翰·特托羅          | 姜先誠 | 歐錦棠 | 張磊     | 超哥法蘭契斯科（Francesco Bernoulli）：意大利方程式赛车，世上最快的名車之一。報名參加此次世界格蘭披治大賽，並 向超級巨星閃電麥坤發出挑戰。在日本東京把握麥坤的失誤而以些微之差擊敗麥坤贏得該站第一，但在義大利摩立港被麥坤反以些微之差壓倒得到該站第二，後原定於英國倫敦的最終賽因為舉辦人邁爵士的罪行被揭發而報銷。最後受麥坤與拖線邀請到美國油車水鎮參加油車水鎮格蘭披治世界大賽的表演賽，滿足莎莉一睹偶像的風采。 |
| 喬治·卡林            | 楊少文 | 辛偉強 | 蓋文革   | 阿飛（Fillmore）：水箱溫泉鎮賣有機汽油的油商，販售健康的汽油，後來受麥坤邀請提供比賽用汽油。 |
| 切奇·马林            | 胡立成 | 黎彼得 | 茅菁     | 雷蒙（Ramone）：水箱溫泉鎮的汽車美容店店主，但簡單的維修他也會，跟芙蓉是夫妻關係。 |
| 珍妮佛·路兒士        | 姜瑰瑾 | 朱咪咪 | 林蘭     | 芙蓉（Flo）：水箱溫泉鎮的餐廳店主，販售可口的汽油，雷蒙的妻子，跟雷蒙是夫妻關係。故事最後被超哥迷倒。 |
| Katherine Helmond    | 崔幗夫 | 李楓   | 徐燕     | 莉絲（Lizzie）：水箱溫泉鎮禮品店的一個老婆婆，丈夫早年已逝。 |
| 布蘭特·馬斯柏格      | 王希華 | 李德能 | 蘇鑫     | 麥丁寶（Brent Mustangburger）：比賽旁述。 |
| 達瑞爾·華契普        |        | 孔慶慇 | 張聞天   | 達洛卡提普（Darrell Cartrip）：比賽旁述。 |
| 霍斯卡·哈柏斯        |        | 李榮基 | 姜廣濤   | 大衛霍斯卡（David Hobbscap）：比賽旁述。 |
| 托馬斯·克萊舒曼      | 邰智源 | 羅家英 | 李立宏   | Z博士（Professor Zündapp）：秘密犯罪集團的軍師，負責分配集團成員的工作。最後被麥克與郝莉莉拘捕。 |
| 彼得·雅各布森        |        | 龍天生 |          | 阿澀（Acer）：秘密犯罪集團手下。 |
| 喬·曼塔那            | 夏治世 | 譚漢華 |          | 阿怪（Grem）：秘密犯罪集團手下。 |
| 埃迪·伊扎德          | 李勇   | 高翰文 | 張遙函   | 米路士爵士（Miles Axlerod）：前石油產業的富豪，擁有世界上最巨大的油田。表面上是為減少地球污染世界開發新能源「車能樂」（Allinol）的善良人翁，不僅舉辦世界格蘭披治大賽，並指定車能樂作為出賽賽車的指定能源，連自身都是電動車。然而其實為秘密犯罪集團幕後黑手，因擔憂新能源對傳統石油產業的衝擊，將外表改裝成電動車後，將改造成份後的汽油包裝成新能源「車能樂」，在世界格蘭披治大賽上藉由高溫輻射引發爆炸，利用世界大賽的關注度引發大眾對於新能源的恐慌。最後被拖線揭發其為幕後黑手，並被英國秘密情報局(M16)特務麥克飛彈和郝莉莉夥同英國警方拘捕。 |
| 約翰·拉岑貝格爾      | 陳旭昇 | 王青   | 光头王凯 | 麥大叔（Mack） |
| 弗蘭科·尼羅          | 崔曉東 | 周志輝 | 崔曉東   | 尼諾叔（Uncle Topolino）水箱溫泉鎮的勞佬在義大利的叔叔，有一個太太。 |
| Paul Dooley          | 康殿宏 | 周永坤 | 葉保華   | 士官長（Sarge） |
| Michael Wallis       | 洪明   | 郭峰   | 陸建藝   | 警長（Sheriff） |
| 路易斯·漢米爾頓      |        |        | 郝祥海   | 路易斯漢米爾頓（Lewis Hamilton）：麥坤好友兼老對手。 |
| 傑夫·戈登            |        |        |          | 格凡特（Jeff Gorvette）：麥坤好友兼老對手。 |
| 約翰·拉薩特          |        |        |          | 約翰·雷斯泰爾（John Lassetire）：格凡特的領隊 |

## 製作
《汽車總動員》是皮克斯動畫製片中，第二部有續集的動畫電影（另一部是《反斗奇兵》）。《反斗車王2》原本定於2012年上映發行的，但皮克斯將其提早了一年。
約翰·拉薩特在世界各地發表推行上一集時，有了第二集的構想，他曾說過：「我試著想像：『拖線在這種情況下會做些什麼事呢，你知道嗎？』我甚至能想像拖線在英國的右線行駛、環繞巴黎巨大的圓環、在德國公路飆車、在義大利和一群機車溝通以及在日本研究交通標誌的意思……等。」

### 製作問題
至2008年為止，三個原電影的配音員過世了：喬伊·蘭夫特（小紅，Red）於2005年8月死於一場車禍；喬治·卡林（費爾摩，Fillmore）於2008年6月死於心衰竭；保羅·紐曼（藍天博士，Doc Hudson）則於2008年9月死於肺癌。

### 後續發展
2010年確認全片製作完畢，定于2011年6月24日以2D、3D和IMAX 3D三种形式在北美上映。

## 發行

### 評價
相較於同系列的前集與續集，甚至是其他皮克斯的動畫長片，影評人本片的評價相當不理想。在IMDb、爛番茄（Rotten Tomatoes）、Letterboxd、Metacritic等指標性評分機制中，皆刷下皮克斯電影的最低分紀錄。其中爛番茄網站影評人們更給予此片僅僅39%的新鮮度，相較皮克斯其他作品均達60%以上明顯不佳。IMDb僅有6.2分。

### 票房
儘管影評人評價不佳，本作在商業上仍舊獲得了成功。美國首映週末票房收入為6613萬美元，位居第25週票房冠軍。最終全球票房累積達五億多美金（$559,852,396）。
| 上一届： 《綠光戰警》 | 2011年美國週末票房冠軍 第25週 | 下一届： 《變形金剛3》 |

## 片中彩蛋內容
1. 攬攬熊勞蘇：演出之玩具總動員3。片中是個叫「熊抱車」的廣告看板，位於東京。先前是在天外奇蹟中客串，是在卡爾爺爺的屋子起飛時，一個女孩的房間，一同出現的有：頑皮跳跳燈中的皮球。
2. 古斯特餐廳：演出之皮克斯電影料理鼠王。原片料理鼠王中的主要場景之一，在本片依然是出現在巴黎，古斯特人招牌已經被改為車（畢竟這是個汽車世界）。
3. 比薩星球卡車：演出之皮克斯電影全部（除反斗奇兵、反斗奇兵續集及反斗奇兵3外皆為客串），主要電影為玩具總動員中比薩星球之送貨車，在本片名叫Todd。
4. 超能先生：演出之皮克斯電影超人特攻隊，在片頭脫線和麥坤去電影院時，螢幕上就是在放映該片。
5. 青天白日滿地紅旗：虽然皮克斯製作團隊來自台灣的動畫特效工程師駱效先曾提出要求，但最終還是無法讓影片前進台灣拍攝，为此導演約翰·拉薩特仍在畫面右側安排一輛賽車迷的紅色轎車在義大利觀眾席中揮舞青天白日滿地紅旗（約01:00:35，畫面右下方。但根據電影並沒有任何台灣籍賽車）。
6. 龍哥：龍哥是中華人民共和國籍代表選手，加入世界大賽，因為導演約翰·拉薩特對中國感興趣，所以才会安插龍哥這個角色。这个橋段在其他国家和地区上映时都变为代表其国家的赛车角色，在美國版的是高竿，台灣沒有代表角色，所以也是高竿。
7. 約翰拉薩胎：約翰拉薩胎是導演約翰·拉薩特的員工以他的名字低調設計出的角色。
8. 「東京拖線」角色：在麥坤抵達東京時，夜晚的街頭上有一台拉風跑車開到士官長前方，麥坤的左車道。其實他就是在Cars之前的番外卡通「拖線狂想曲」其中一部「東京拖線」中和拖線在東京賽車的車友。（「東京拖線」內容敘述拖線（Mater）和閃電麥坤（Lightning McQueen）來到日本東京比賽的故事，劇情則是改編自電影《玩命關頭3：東京甩尾》。）
9. 炸彈客：皮克斯《超人特攻隊》電影一開場的那位炸彈狂魔，之後到了《料理鼠王》變成背景裡的路人甲，似乎是在路邊騙小孩。而這個橋段在本片巴黎鐵塔附近（約00:50:10）再度出現，受騙的小車依舊是藍色烤漆與紅色烤漆。
10. 現實中著名人士：如英國女王伊莉莎白二世、威廉王子、教宗本篤十六世等，在片中均化為汽車登場。

## 原聲帶
配樂由同為《超人特攻隊》、《料理鼠王》、《天外奇蹟》配樂的麥可·吉亞奇諾擔綱，收錄威瑟樂團“You Might Think”、Perfume“Polyrhythm”、羅比·威廉斯及布拉德·帕斯利合唱“Collision Of Worlds”等26首電影配樂及歌曲。

2011年7月29日發行。

### 曲目
| 歌曲名稱                                  | 作者                       | 演唱者                        | 時間  |
| ----------------------------------------- | -------------------------- | ----------------------------- | ----- |
| You Might Think                           | 里克·奧卡西克              | 威瑟樂團                      | 03:07 |
| Collision Of Worlds                       | 布拉德·帕斯利、羅比·威廉斯 | 布拉德·帕斯利、羅比·威廉斯    | 03:36 |
| Mon Cour Fait Vroum (My Heart Goes Vroom) | 麥可·吉亞奇諾              | Bénabar（页面存档备份，存于） | 02:49 |
| Nobody's Fool                             | 布拉德·帕斯利              | 布拉德·帕斯利                 | 04:17 |
| Polyrhythm                                | 中田康貴                   | Perfume                       | 04:09 |
| Turbo Transmission                        | -                          | -                             | 00:52 |
| It's Finn McMissile!                      | -                          | -                             | 05:54 |
| Mater The Waiter                          | -                          | -                             | 00:43 |
| Radiator Reunion                          | -                          | -                             | 01:40 |
| Cranking Up The Heat                      | -                          | -                             | 01:59 |
| Towkyo Takeout                            | -                          | -                             | 05:40 |
| Tarmac The Magnificent                    | -                          | -                             | 02:39 |
| Whose Engine Is This?                     | -                          | -                             | 01:22 |
| History's Biggest Loser Cars              | -                          | -                             | 02:26 |
| Mater Of Disguise                         | -                          | -                             | 00:48 |
| Porto Corsa                               | -                          | -                             | 02:55 |
| The Lemon Pledge                          | -                          | -                             | 02:13 |
| Mater's Getaway                           | -                          | -                             | 02:13 |
| Mater Warns McQueen                       | -                          | -                             | 01:31 |
| Going To The Backup Plan                  | -                          | -                             | 02:24 |
| Mater's The Bomb                          | -                          | -                             | 03:17 |
| Blunder And Lightning                     | -                          | -                             | 02:17 |
| The Other Shoot                           | -                          | -                             | 01:03 |
| Axlerod Exposed                           | -                          | -                             | 02:22 |
| The Radiator Springs Gran Prix            | -                          | -                             | 01:30 |
| The Turbomater                            | -                          | -                             | 00:52 |

## 外部連結
- 互联网电影数据库（IMDb）上《Cars 2：世界大賽》的资料（英文）
- AllMovie上《Cars 2：世界大賽》的资料（英文）
- Box Office Mojo上《Cars 2：世界大賽》的資料（英文）
- 爛番茄上《Cars 2：世界大賽》的資料（英文）
- Metacritic上《Cars 2：世界大賽》的資料（英文）
- 開眼電影網上《Cars 2：世界大賽》的資料（繁體中文）
- Yahoo奇摩電影上《Cars 2：世界大賽》的資料（繁體中文）
- 豆瓣电影上《Cars 2：世界大賽》的資料 （简体中文）
- 时光网上《Cars 2：世界大賽》的資料（简体中文）